# 韓瑞大學
韓瑞大學（英文：Hanseo University），創立於1992年，位於忠清南道瑞山市設置校園，是一所綜合型私立大學。

## 簡介
大學部學生人數為7144人、大學院（包括碩士、博士）398人、教授群為109人。這是2007年的數據。

## 著名校友
- 李準基
- 崔蘭－映像藝術學系教授